# Алешковский сельсовет (Нижегородская область)
Алешковский сельсовет — сельское поселение в Богородском районе Нижегородской области Российской Федерации.
Административный центр — село Алешково.

## История
Алешковский сельский Совет крестьянских депутатов Теряевской волости Горбатовского (с апреля 1918 года — Павловского) уезда Нижегородской губернии был избран весной 1918 года. Первоначально сельсоветы начали создаваться во всех селениях волости.
С лета 1922 года по постановлению Президиума ВЦИК от 10 июля 1922 года Алешковский сельсовет входил в состав Араповской волости, ликвидированной постановлениями ГИК от 4 апреля 1924 года и Президиума ВЦИК от 17 апреля 1924 года. Село Алешково передано в Богородскую волость.
В августе 1924 года произошло укрупнение сельских Советов. С этого времени в состав Алешковского сельсовета вошли: сёла Алешково и Убежицы, деревни Баркино и Вознесенская.
Богородская волость Павловского уезда, в которую входили селения Алешковского сельсовета, ликвидирована постановлением ГИК от 20 июня 1929 года, утверждённым постановлением Президиума ВЦИК от 10 июня 1929 года. Селения Алешковского сельсовета, входившие в неё, переданы с июля 1929 года в Богородский район Нижегородского округа. Богородский район входил с июля 1929 года по сентябрь 1930 года в состав Нижегородского округа Нижегородского края (с 7 ноября 1932 года — Горьковского края), преобразованного с декабря 1936 года в Горьковскую область.
С начала 50-х годов в Горьковской области идет процесс укрупнения колхозов. Чтобы привести в соответствие административно — территориальное деление с новыми хозяйственными центрами, исполком Горьковского областного Совета депутатов трудящихся решением от 1 июля 1953 года наметил объединение ряда сельсоветов по всем районам области. Новая сеть сельсоветов была утверждена Указом Президиума Верховного Совета РСФСР только 18 июня 1954 года и повторным решением исполкома Горьковского областного Совета депутатов трудящихся 29 июня 1954 года.
В июне 1954 года в связи с укрупнением сельских советов был ликвидирован Теряевский сельсовет, а селения, входившие в него, передали в состав Алешковского сельсовета Богородского района Горьковской области.
Статус и границы сельского поселения установлены Законом Нижегородской области от 15 июня 2004 года № 60-З «О наделении муниципальных образований - городов, рабочих поселков и сельсоветов Нижегородской области статусом городского, сельского поселения».

## Население
| 2002  | 2010  | 2012  | 2013  | 2014  | 2015  | 2016  |
| ----- | ----- | ----- | ----- | ----- | ----- | ----- |
| 4898  | ↘4667 | ↗4735 | ↗4804 | ↗4895 | ↘4791 | ↘4758 |
| 2017  | 2018  | 2019  | 2020  |       |       |       |
| ↘4671 | ↘4664 | ↘4626 | ↘4592 |       |       |       |

## Состав сельского поселения
| №  | Населённый пункт | Тип населённого пункта       | Население |
| -- | ---------------- | ---------------------------- | --------- |
| 1  | Алешково         | село, административный центр | ↗1005     |
| 2  | Антеньево        | деревня                      | ↘63       |
| 3  | Арапово          | село                         | ↘531      |
| 4  | Баркино          | деревня                      | ↘30       |
| 5  | Венец            | деревня                      | ↘15       |
| 6  | Вознесенское     | деревня                      | ↗5        |
| 7  | Воронцово        | деревня                      | ↗24       |
| 8  | Выболово         | деревня                      | ↗85       |
| 9  | Демидово         | деревня                      | ↘192      |
| 10 | Дубёнки          | деревня                      | ↗34       |
| 11 | Каликино         | деревня                      | ↘2        |
| 12 | Колесницы        | деревня                      | →0        |
| 13 | Крастелиха       | деревня                      | ↗35       |
| 14 | Крутец           | деревня                      | ↘7        |
| 15 | Кудрёшки         | деревня                      | ↘114      |
| 16 | Непецино         | деревня                      | ↘14       |
| 17 | Песочное         | деревня                      | ↘304      |
| 18 | Победиха         | деревня                      | ↘22       |
| 19 | Подвязье         | село                         | ↘12       |
| 20 | Подъяблонное     | деревня                      | ↘8        |
| 21 | Полец            | деревня                      | ↘26       |
| 22 | Санниково        | деревня                      | ↘18       |
| 23 | Сляднево         | деревня                      | ↘2        |
| 24 | Теряево          | деревня                      | ↗527      |
| 25 | Тетерюгино       | деревня                      | ↘7        |
| 26 | Тимонино         | деревня                      | ↘38       |
| 27 | Трестьяны        | деревня                      | ↗26       |
| 28 | Убежицы          | село                         | ↘103      |
| 29 | Ушаково          | деревня                      | ↘556      |
| 30 | Ченцово          | деревня                      | ↗11       |
| 31 | Швариха          | деревня                      | ↗633      |
| 32 | Шопово           | деревня                      | ↗148      |
| 33 | Шуклино          | деревня                      | ↘70       |

## Документы сельсовета в архиве Нижегородской области
На хранение в Государственный архив Горьковской области документальные материалы фонда Алешковского сельского Совета рабочих, крестьянских и красноармейских депутатов Богородского района Горьковской области поступили в 1943 году.
В состав фонда № Р-2117 «Алешковский сельский Совет депутатов трудящихся и его исполнительный комитет, село Алешково Богородского района Горьковской области. (1923—1939)» ГУ ЦАНО, вошли:
- Обязательные постановления, циркуляры, приказы, объявления и распоряжения Нижегородского краевого и Павловского уездного исполкомов, Богородского волисполкома, Богородского райисполкома.
- Протоколы заседаний президиума, пленумов сельсовета, общих собраний граждан селений, групп бедноты и сельских избирательных комиссий.
- Переписка с волисполкомом о выполнении промфинплана, о налогах и сборах, об учете военнообязанных и конского состава, отчеты по мобилизации средств.
- Статистические сведения по учету населения, крестьянских хозяйств, безлошадников, о количестве детей-беспризорников, неграмотных и малограмотных.
- Отчет о работе ЗАГСа, справки о рождении, смерти и браке.
- Списки избирателей, деревенской бедноты и плательщиков сельхозналога.
- Заявления граждан в суд.
- Дела о проведении посевной и уборочной кампаний, о ходе заготовок продовольствия.
- Списки избирателей и лиц, лишённых избирательных прав. Переписка с волисполкомом о восстановлении граждан в избирательных правах.

В настоящее время в фонде насчитывается 22 дела, на которые имеется одна опись.